# Generació del 50
La Generació del 50 és un moviment de la literatura espanyola que es caracteritza per unes obres líriques i reflexives, que poden incloure temes socials, però que no tenen com a objectiu la crítica al sistema sinó l'expressió de la intimitat i l'exploració de les possibilitats del llenguatge. Els seus autors tenen sovint una àmplia formació universitària que es plasma en l'ús de referents poètics, que alternen amb col·loquialismes i de vegades un to irònic. De la poesia, la generació va ampliar-se a la narrativa i l'assaig, amb aquesta preocupació per reflectir sentiments i situacions quotidianes combinades amb assumptes filosòfics.
Els autors més destacats de la Generació del 50 són Ignacio Aldecoa, Carmen Martín Gaite i Juan Marsé en novel·la; Ángel González, José Ángel Valente, Claudio Rodríguez, Gabriel Ferrater i Francisco Brines en poesia i Josefina Aldecoa i Rafael Sánchez Ferlosio en l'assaig.